# Sant Lluís dels Guiamets
Sant Lluís dels Guiamets és una església parroquial barroca del municipi dels Guiamets (Priorat) protegida com a bé cultural d'interès local. Està dedicada a sant Lluís bisbe.

## Descripció
Construcció de planta rectangular, bastida de maçoneria arrebossada, amb carreus tallats a les cantoneres, coberta per teulades i cúpula al creuer. Església de tres naus de tres trams, el primer dels quals és ocupat pel cor, separades per pilastres, amb el creuer que no sobresurt de la planta i un absis poligonal. La volta de canó amb llunetes a la nau central i al creuer, d'aresta a les laterals, arrenca a partir d'un entaulament clàssic.
El campanar vuitavat és als peus de la nau, de 36 m d'alçada i base quadrada, amb quatre finestres i cobert per una teulada piramidal de teula vidriada.
La façana, sòbria, presenta un petit ull de bou i la portalada de pedra, decorada amb unes volutes senzilles que emmarquen dues pilastres que suporten un arc rebaixat. A l'interior s'hi troba la porta en un arc de mig punt i, a sobre, una fornícula amb una imatge moderna del patró del poble.

## Història
L'església parroquial fou constituïda vicaria el 3 de setembre de 1784 i elevada a la categoria de parròquia el 15 de juny de 1787. L'any 1791 el bisbe de Tortosa va concedir el permís per començar les obres del nou temple en veure l'estat precari de l'antiga parròquia. L'actual església fou bastida en substitució de l'anterior.
L'església fou parcialment destruïda el juliol del 1936, perdent els seus arxius, altars i imatges de valor i restaurada de forma precària després de la guerra.